# 吹田市立山田第一小学校
吹田市立山田第一小学校（すいたしりつやまだだいいちしょうがっこう）は、大阪府吹田市にある公立小学校。

## 沿革
1873年7月27日に島下郡第五小区第二番小学校として、当時の島下郡（のち三島郡）山田村に開校した。1892年には山田尋常小学校へと改編されている。1895年に現在地に移転した。
学制改革を経て1947年には山田村立山田小学校となった。1952年には山田村立山田第二小学校が分離開校し、これに伴い山田村立山田第一小学校への改称を実施している。
1955年10月15日に山田村が吹田市に編入されたことに伴い、同日付で吹田市立山田第一小学校へと改称している。
地域の人口増加により、1974年には吹田市立山田第三小学校、1979年には吹田市立西山田小学校が、それぞれ分離開校している。
卒業生に、野球選手の菅原秀、サッカー指導者の室拓哉がいる。

### 年表
- 1873年7月27日 - 開校。
- 1892年 - 三島郡山田尋常小学校へ改編。
- 1895年 - 現在地に移転。
- 1896年 - 高等科を併設。山田尋常高等小学校と称する。
- 1897年 - 高等科を廃止。山田尋常小学校と称する。
- 1941年4月1日 - 国民学校令により、三島郡山田尋常小学校と称する。
- 1947年4月1日 - 学制改革により、山田村立山田小学校と称する。
- 1952年 - 山田村立山田第一小学校に改称。
- 1955年10月15日 - 吹田市立山田第一小学校に改称。

## 通学区域
- 吹田市 山田東1-3丁目。

卒業生は吹田市立山田東中学校に進学する。

## 交通
- 阪急千里線 山田駅 (大阪府)